# Métrôon (Olympie)
Le Métrôon (en grec ancien : Μητρῷον) est un sanctuaire de la Grèce antique, le plus petit des temples du sanctuaire d'Olympie. Selon Pausanias, il était dédié à la Mère des dieux (μήτηρ θεῶν). Le temple dorique, de 6 × 11 colonnes, avec pronaos et opisthodome, se dressait au nord du sanctuaire de Zeus, au sud de la terrasse des trésors et à l'est du temple d'Héra.

Plan du sanctuaire d'Olympie. Le Métrôon, devant la terrasse des trésors, porte le n° 7.

## Historique
Les spécialistes ne sont pas tous d'accord pour dire quelle divinité est désignée par μήτηρ θεῶν. Rhéa et Cybèle ou même une fusion de ces deux figures sont mises en question. Le culte de Cybèle en Asie Mineure est devenu populaire dans toute la Grèce au Ve siècle av. J.-C., ce qui a également conduit à une renaissance du culte de Déméter, qui était de nature orgiaque et mystérieuse. Il se peut aussi qu'elle ait été cultivée à Olympie, ce qui aurait alors pu aboutir à la construction du temple, de dimensions plutôt modestes. Durant l'Empire romain, le temple a été reconsacré et dédié à Auguste.

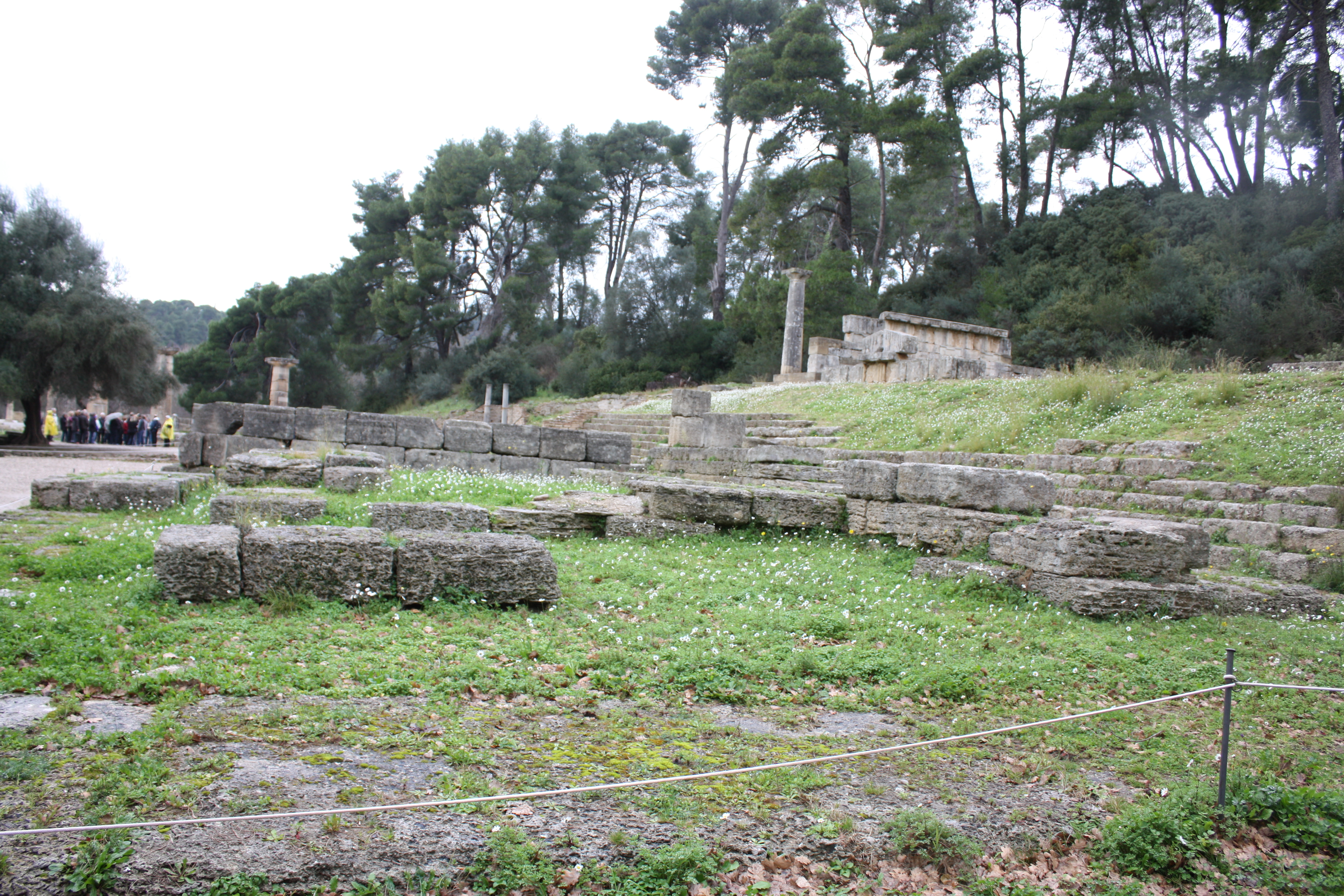
Les vestiges du Métrôon, en 2010.

Le Métrôon semble avoir été gravement endommagé par un tremblement de terre dans les temps anciens et a donc été rénové. Au moins depuis cette rénovation, le temple avait un plafond en bois ; on ne sait pas s'il était couvert à l'origine. Des traces claires de traitement sont visibles sur les restes du geison, qui remontent probablement à cette rénovation. Il a également été constaté qu'une couche de plâtre a été appliquée au cours des réparations. Peut-être les colonnes intérieures ont-elles été également renouvelées à cette époque. La rénovation a également concerné les métopes et les sculptures des frontons, dont les décors n'ont pas été reconstitués, d'où on peut conclure que la décoration de bâtiment était si gravement endommagée que seul l'enlèvement s'est imposé. Une figure de jeune homme allongé, interprétée comme Dionysos, a été trouvée lors des fouilles dans le Prytanée : elle a pu autrefois faire partie des figures du fronton du Métrôon et a continué à être utilisée dans le Prytanée.
La rénovation du Métroon peut éventuellement être datée par une inscription sur un bloc d'architrave, qui fait apparemment référence à l'empereur Auguste. Celui-ci est qualifié de σεβαστός, qui peut se traduire par « le Pieux », mais n'est pas encore divinisé, ce qui donne une période située entre 27 av. J.-C. et 14 apr. J.-C.. L'ancienne statue de la Mère des dieux peut également avoir été remplacée à cette époque par les statues d'empereurs romains que Pausanias a trouvées à l'intérieur du temple lors de sa visite à Olympie. Lors des fouilles de la fin du XIXe siècle, les restes d'une représentation de Claude et d'une statue de Titus ont pu être identifiés, qui ont donné lieu à des interprétations d'autres statues comme un portrait d'Agrippine la Jeune et une statue colossale d'Auguste. Finalement, il a été conclu que la statue colossale était en fait Auguste, tandis que les six autres étaient les couples Claude et Agrippine, Titus et Julia Titi, et enfin Domitien et Domitia Longina. L'archéologue Georg Treu (de), qui avait trouvé des statues sans tête avec ces identités, avait supposé que ces personnages étaient simplement placés les uns après les autres dans l'ordre chronologique jusqu'à ce que l'espace dans le temple devienne trop petit pour l'installation d'autres statues. Erika Schmidt, d'autre part, considérait les statues comme un groupe unifié de la période flavienne et les réinterprétait partiellement à partir de l'interprétation de Treu. Selon Schmidt, Vespasien et les deux Flaviae Domitillae (Domitilla l'Aînée et Domitilla la Jeune) étaient représentés dans le groupe. Hans-Joachim Kruse, Werner Gauer, Shelley Stone et Renate Bol ont donné leur avis, ainsi que Konrad Hitzl (de), qui a déclaré : « Comme vous pouvez le voir, le champ de détermination du groupe statuaire du Métrôon n'est pas très large et laisse encore beaucoup de place pour une quantité d'interprétations possibles».
Au IIIe siècle, le Métroon a été en grande partie démoli afin d'en soustraire des matériaux de construction pour un mur de fortification, jugé nécessaire en raison de l'invasion des Hérules. Apparemment, cependant, ils n'ont pas atteint Olympie. Les blocs du Métrôon ont été remployés dans les murs nord et est de la fortification, avant d'être récupérés par les archéologues et remis en bonne place.
Le récit de Pausanias dans le cinquième livre de sa Description de la Grèce a dirigé les archéologues du XIXe siècle vers le bon endroit pour fouiller les vestiges du Métrôon. En mai 1878, ils trouvèrent ce qu'ils cherchaient.

## Fouilles archéologiques

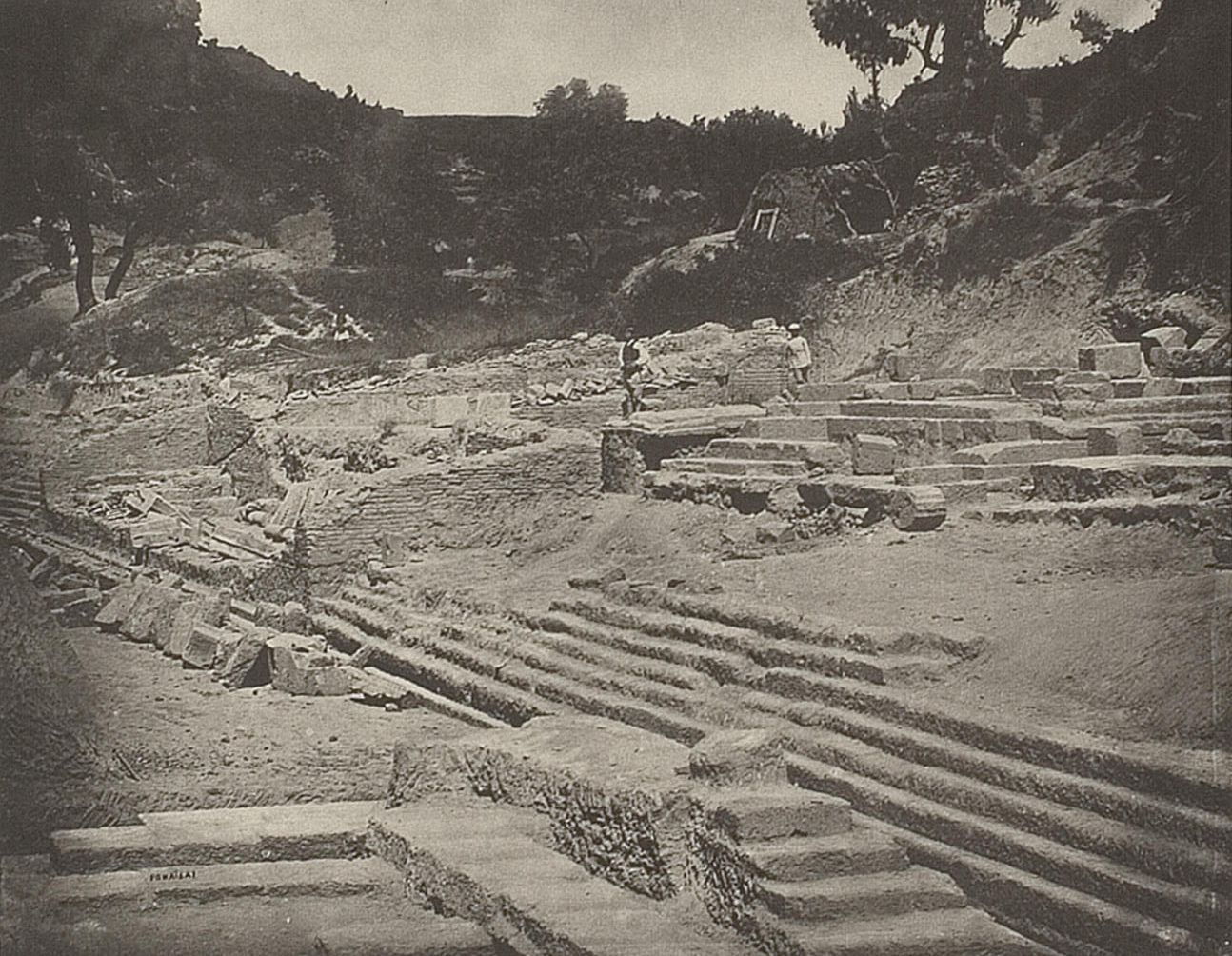
Photo de fouilles d'époque. Au premier plan, le coin nord-ouest du stylobate du Métrôon.

Le Métrôon est construit en calcaire coquillier. Les dimensions du stylobate ont été déterminées de 10,62 sur 20,67 m ; la cella à trois nefs mesurait 6,30 m de long et 5,15 m de large. Une hauteur de 4,63 m est supposée pour les colonnes. La statue de Dionysos de 90 cm de haut, mentionnée ci-dessus, en marbre de Paros, provient probablement de la frise du pignon. L'image cultuelle n'a évidemment pas survécu, mais aurait dû être plutôt modeste par rapport aux dimensions du temple. D'autre part ont été conservés des parties de la fondation du Métrôon et quelques autres vestiges à partir desquels des conclusions peuvent être tirées sur la forme du bâtiment, tels que les vestiges du stylobate à l'angle nord-ouest du temple, où le rapport des colonnes est de 6:11 et la portée normale de 2,01 m pourrait être développée. Les colonnes extérieures mesuraient 0,85 m de diamètre en bas et 0,65 m en haut. Un vestige du geison d'angle a donné des informations sur l'inclinaison et la hauteur du pignon, qui était d'environ 1,20 m. Contrairement à la coutume courante, l'autel et l'entrée se trouvaient du côté ouest du temple au lieu du côté est. Il est possible que cette disposition inhabituelle ait été choisie parce que l'autel existait déjà et que le temple a été construit plus tard en fonction de l'espace disponible. Mais peut-être y avait-il aussi un autel plus au nord, là où un temple n'aurait pas pu trouver place sur un terrain en terrasses : le métrôon aurait alors été érigé au sud de l'autel actuel, à proximité immédiate.

## Datation
En tant que terminus ante quem, l'établissement des premiers Zanes en 388 av. J.-C. était déjà mentionné par Wilhelm Dörpfeld, entre autres. Les socles de ces statues expiatoires de Zeus, qui devaient être financées par des athlètes reconnus coupables de tricherie, ont été retrouvés entre le Métrôon et l'entrée du stade ; leur emplacement peut donc avoir dépendu de celui du temple. Cependant, Konrad Hitzl soulignait en 1991 que le cas inverse est également concevable : « L'argument [...] de la considération pour le Métrôon lors de la mise en place des bases de Zanes n'est pas valable, puisque la même logique peut être utilisée pour prétendre que le temple est clairement basé sur les anciens Zanes et doit donc être plus récent». Hitzl, qui a également discuté de nouvelles tentatives de datation, était plus enclin à penser que le Métrôon pouvait être daté de la fin du Ve siècle av. J.-C., alors que l’Élide n'était pas encore affaiblie par Sparte.